# Алецио
Але́цио (итал. Alezio) — город в Италии, расположен в регионе Апулия, подчинён административному центру Лечче (провинция).
Население составляет 5212 человек (на 2004 г.), плотность населения составляет 315 чел./км². Занимает площадь 16 км². Почтовый индекс — 73011. Телефонный код — 00833.
Покровительницей города почитается Пресвятая Богородица (Madonna della Lizza). Праздник города ежегодно празднуется 15 августа.